# Дружбинський Валерій Іванович
Валерій Іванович Дружбинський (нар. 3 вересня 1939, м. Ленінград) — український журналіст, публіцист, письменник, кінокритик, кандидат історичних наук (1977), дворазовий лауреат премії Спілки журналістів СРСР (1972, 1979), літературний секретар письменника Костянтина Паустовського (1965–1968) .

## Біографія
- Виховувався в дитячому будинку.
- У 1963 році закінчив факультет журналістики Московського державного університету ім. М. Ломоносова.
- З 1961 року став працювати в «Комсомольській правді».
- У 1963 році перейшов в газету «Известия», де працював власним кореспондентом газети по півдню України.
- У 1965 році прийнято до Спілки журналістів СРСР.
- З 1970 року — власний кореспондент газети «Кримська правда»
- З 1974 року працює власним кореспондентом газети «Советская культура»
- З 1981 року живе в Києві.
- З 1981 по 1991 рік працював в журналі «Новини кіноекрана».
- З 1989 року — редактор альманаху «Вавилон».
- З 1991 по 1993 рік викладав у Еймському університеті в США.
- З 1994 по 1995 рік — військовий кореспондент «Інтерфаксу» в Чечні.
- З 1995 по 2000 рік — спеціальний кореспондент газети «Незалежність».
- З 2000 року — кореспондент тижневика «Дзеркало тижня»[1]

### Книги
Автор книг:
- «Оповідання» (1970);
- «Неспокійне сімейство» (1976);
- «Автопортрет. Повість та оповідання» (1976);
- 4 путівники Кримом (1970–1981);
- «Паустовський, яким я його знав» (1980);
- «Невигадані розповіді про кохання» (1992);
- «Очепатка» (1995);
- «Весела книжка» (1998);
- «Хочу вам розповісти …» (1999);
- Роман-кліп «А хто з мрією до нас прийде …» (2005);
- «Діти блокадного Ленінграда» (2007, рос.);
- «Весела книжка про кіно» (2013, рос.);
- «Про Паустовського» (2017, рос.);
- «Письменники шуткують...» (2018, рос.);

## Родина

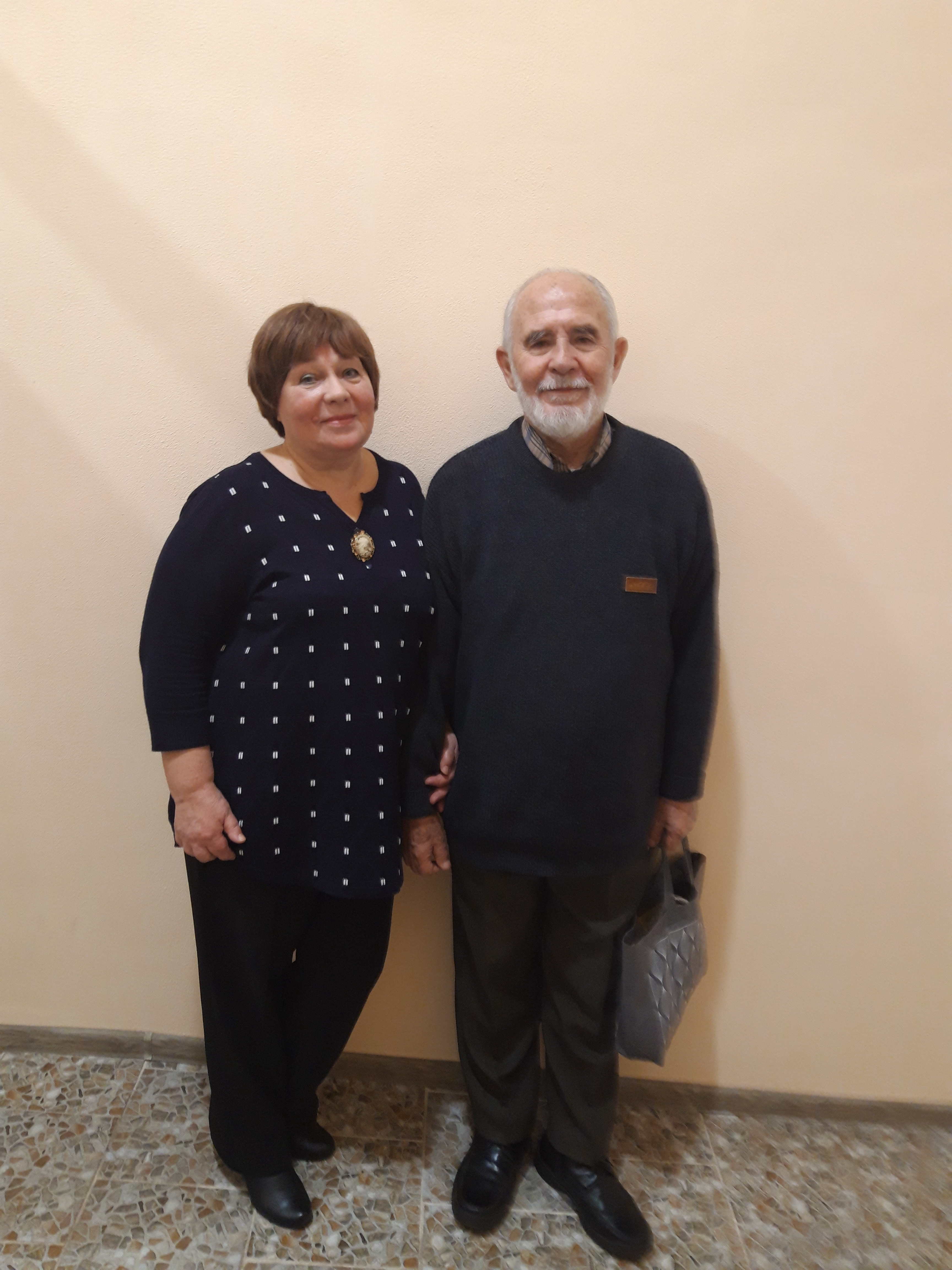
Валерій Дружбинський з дружиною Наталією Філіпповою

- Дружина — Наталія Михайлівна Філіппова (*1951), російськомовна поетеса, авторка 6-ти збірок віршів, лауреатка декількох українських літературних премій.